# Francesc de Sayol i Quarteroni
Francesc de Sayol i Quarteroni   (Barcelona, 23 de gener de 1643 - 1719) fou un militar barceloní que defensà Barcelona en el setge de 1713-1714 abans de la rendició de la ciutat.

## Biografia
Era fill de Felicià de Sayol i de Barberà, cavaller, senyor de Querol i castlà de Vilafranca del Penedès, i de Maria de Quarteroni, descendent d'una família aristocràtica d'origen italià. El matrimoni va tindre també quatre fills i tres filles: Lluís, Antoni, Daniel, Felicià, Eulàlia, Lluïsa i Teresa.
Va ésser diputat militar de la Diputació del General de Catalunya entre els anys 1677-1680. L'any 1684 era capità de la Coronela de Barcelona i l'any 1697 va participar en la defensa de la ciutat durant el setge francès de la Guerra dels Nou Anys.
Va participar en les Corts de 1701-1702. Austriacista convençut, va ésser desterrat de Barcelona l'any 1705 per ordre del virrei Velasco. En arribar l'arxiduc Carles a Barcelona la tardor d'aquell mateix any i després de ser coronat com a rei, Francesc de Sayol va ser nomenat cavaller de l'orde de Calatrava. Al mateix temps, va ser nomenat clavari del braç militar. L'agost del 1707 era designat lloctinent del portantveus del batlle general de Catalunya.
El 6 de juliol del 1713 va ser un dels signants de la protesta de Manuel Ferrer i Sitges en la Conferència dels Tres Comuns i al cap de tres dies es va posicionar a favor de la guerra a ultrança. Va participar en les darreres reunions militars abans de la capitulació de Barcelona.
El 28 de març del 1714, després de la renúncia de Pere de Torrelles com a portantveus del general governador de Catalunya, Francesc de Sayol el va rellevar en el càrrec. El 30 de maig va fer publicar un ban ordenant la reparació dels danys ocasionats pel gran bombardeig que ocasionaven els borbònics contra la ciutat de Barcelona. Aleshores, Francesc de Sayol signava com a membre del Consell de Sa Majestat, lloctinent del batlle general i procurador dels reials feus i portantveus del general governador del Principat de Catalunya. La ciutat de Barcelona estava assetjada per terra i per mar, i ben desgastada i deteriorada després de nou mesos de setge.
Després de la derrota de Barcelona el setembre del 1714, Francesc de Sayol va ser víctima de la confiscació de béns duta a terme per l'administració borbònica. Va fer testament a Barcelona el 8 d'abril del 1719 i és possible que morís al cap de pocs dies.
El seu germà Felicià de Sayol i de Quarteroni, frare, va ser membre de la Junta Eclesiàstica nomenada pel rei Carles d'Àustria. Va ser comanador i lloctinent del prior de l'orde de Sant Joan de Malta a Catalunya. Antoni de Sayol i de Quarteroni, un altre germà, va ser canonge de la catedral de Barcelona i president de la Generalitat de Catalunya durant el trienni 1686-1689. Daniel de Sayol i de Quarteroni, un altre germà, va ésser també canonge i ardiaca de la catedral de Barcelona. Lluís de Sayol i de Quarteroni va ser cavaller del Principat de Catalunya, assistent a les Corts del 1701 i el 1705 i a la Junta de Braços del 1713. Els Sayol van tindre força poder en l'administració catalana sota el regnat de l'arxiduc Carles d'Àustria.